# Bismarck (futebolista)
Bismarck Barreto Faria, mais conhecido como Bismarck (São Gonçalo, 17 de setembro de 1969), é um ex-futebolista brasileiro, que atuava como meio campo.
Atualmente, é empresário de jogadores.

## Carreira

### Por clubes
É o filho caçula do casal Jacynir, um subtenente reformado da Polícia Militar, e da dona de casa Izaema. Cresceu nos bairros do Rocha e do Galo Branco, em São Gonçalo. Foi aluno do Externato Pericá e do Instituto de Educação de São Gonçalo.
Bismarck chegou a São Januário aos oito anos de idade. Com 13 anos, trocou a quadra pelo campo. Em 1983, pelo time infantil, o garoto marcou nove gols em 17 jogos. No ano seguinte, também pelo infantil, fez 27 em 41 pelejas. Em 1985, foram 36 em 53 jogos, agora pelo time juvenil. Em 1986, foi campeão carioca da categoria e artilheiro da competição, balançando a rede 16 vezes em 26 partidas. No ano seguinte, seu único como júnior, assinalou 20 gols em 33 jogos.
Revelado pelo Vasco da Gama, estreou como profissional em agosto de 1987. Foi um dos destaque do time Campeão Brasileiro de 1989, ano em que foi ganhador do prêmio Bola da Prata, da Revista Placar.
Em 1990, ficou cinco meses sem contrato e teve rejeitadas pelos cartolas vascaínos duas propostas de contratos milionários com o Bayer Leverkusen.
Em 28 de junho de 1993, transferiu-se para o Verdy Kawasaki do Japão. No mesmo ano, marcou 15 gols e foi o grande nome da conquista do título nacional pelo clube. Seria novamente campeão nacional em 1994, com o mesmo Verdy.
Jogou ainda no Kashima Antlers, também do Japão.
Em 2002, por influência do treinador Oswaldo de Oliveira, regressou ao futebol brasileiro para defender o Fluminense.
Ainda atuou pelo Goiás, em 2002, retornando ao Japão no ano seguinte.
Encerrou a carreira no Vissel Kobe, atrapalhado pelas lesões, mas sua despedida oficial deu-se em 2005.

### Seleção Brasileira

#### Categorias de Base
Foi titular das seleções brasileiras de todas as categorias. Durante um jogo da Seleção Brasileira de infantis contra a Inglaterra, realizado na China, prendeu o pé em um buraco, rompendo os ligamentos do tornozelo direito e sofrendo uma fratura exposta do perônio logo após assinalar o gol da vitória de 2 a 1 do time, que acabou campeão da Copa TDK.
Foi campeão Campeonato Sul-Americano Sub-20 em 1988 na Argentina. Em 1989, foi eleito o craque do Mundial de Juniores, em que o Brasil acabou em terceiro lugar.

#### Principal
Participou da Seleção que conquistou a Copa América em 1989.
Foi convocado para a Copa do Mundo de 1990 por Sebastião Lazaroni.
Pela Seleção Brasileira, foram treze jogos e um gol marcado.

## Títulos
Vasco da Gama
- Campeonato Carioca: 1988, 1992 e 1993
- Taça Guanabara: 1990 e 1992
- Taça Rio: 1988, 1992 e 1993
- Campeonato Brasileiro : 1989
- Troféu Ramón de Carranza: 1988 e 1989
- Torneio de Metz (França): 1989
- Taça Adolpho Bloch: 1990
- Torneio da Amizade (África): 1991
- Copa Rio Estadual: 1992

Verdy Kawasaki
- Campeonato Japonês: 1993 e 1994
- Copa da Liga Japonesa: 1993 e 1994
- Copa do Imperador: 1996
- Copa Sanwa Bank: 1994
- Supercopa do Japão: 1995 e 1995

Kashima Antlers
- Campeonato Japonês: 1998, 2000 e 2001
- Copa da Liga Japonesa: 1997 e 2000
- Copa do Imperador: 1997 e 2000
- Supercopa do Japão: 1997, 1998 e 2000

Fluminense
- Campeonato Carioca: 2002

Seleção Carioca
- Campeonato Brasileiro de Seleções Estaduais: 1987

Seleção Brasileira
- Campeonato Sul-Americano Sub-20: 1988
- Copa América: 1989

## Prêmios Individuais
- Mundial Sub-20: 1989 - Bola de Ouro
- Jogador do ano: Melhor jogador do Vasco nas temporadas 1990 e 1991.
- Bola de Prata Revista Placar: 1989[9]

- Seleção do Campeonato Brasileiro: 1989
- Artilheiro do Vasco da Gama na temporada de 1992 com 27 gols marcados.

- 2° jogador de meio-campo com mais  gols na história do Vasco da Gama com 110 gols (1° Maneca 142 gols).
- 3° maior artilheiro do Vasco da Gama nos anos 90 com 70 gols marcados (1° Valdir Bigode 109 gols e 2° Edmundo com 90 gols).

- 14° maior artilheiro da história do Vasco da Gama com 110 gols.

- Eleito em 2019 pela conceituada 'Revista Number', referência no noticiário esportivo no Japão, como um dos 11 melhores jogadores estrangeiros que jogaram a J. League, o Campeonato Japonês.

- Em 1996, a Assembleia Legislativa do Rio de Janeiro (Alerj), presidida na época pelo ex-governador do Estado, Sérgio Cabral Filho, concedeu ao jogador a Medalha Tiradentes por seus grandes feitos no futebol nipônico.[3]Referências

1. ↑  «Multicampeão pelo Vasco, Bismarck completa 55 anos». NetVasco.com. Consultado em 6 de outubro de 2024
2. ↑  «Multicampeão pelo Vasco, Bismarck completa 55 anos». NetVasco.com. Consultado em 18 de setembro de 2024
3. 1 2 3 4 5 6 7 8 9 10 11 12 13 14 15 16  «Bismarck » Museu da Pelada». www.museudapelada.com. 20 de outubro de 2021. Consultado em 27 de fevereiro de 2023
4. 1 2 3  «Bismarck - Que fim levou?». Terceiro Tempo. Consultado em 27 de fevereiro de 2023
5. 1 2 3  «TIM 4G: Bismarck, de promessa a realidade no Vasco». Lance!. Consultado em 27 de fevereiro de 2023
6. ↑  «Por onde andam os heróis do último título do Vasco sobre o Flamengo?». www.uol.com.br. Consultado em 27 de fevereiro de 2023
7. ↑  «Bismarck completa 54 anos neste domingo». NetVasco.com. Consultado em 28 de agosto de 2024
8. ↑  «Há 30 anos, Vasco vencia o São Paulo no Morumbi e levava o bi do Brasileirão – Vasco da Gama». Consultado em 27 de fevereiro de 2023
9. 1 2  «Bola de Prata Placar 1989». Placar  - O futebol sem barreiras para você. Consultado em 27 de fevereiro de 2023
10. ↑  «Fluminense contrata Bismarck». Estadão. Consultado em 27 de fevereiro de 2023